# Krivi Put
Krivi Put raštrkano je bunjevačko naselje u senjskom zaleđu smješteno u šumovitom predjelu krivoputskog platoa u Ličko-senjskoj županiji. 
Krivi Put jedno je od najpoznatijih naselja koje su Bunjevci, u potrazi za boljom ispašom svoje stoke, osnovali u ranom 17. stoljeću, i to nakon što su 1605. godine došli u tvrdi grad Senj. Uz Krivi Put osnovali su i obližnja naselja Veljun Primorski, Serdari, Alan, Krmpote i Podbilo. Stanovništvo, kojega je inače danas mnogo raseljenog, još uvijek se poglavito bavi stočarstvom. Dan mjesta obilježava se 5. kolovoza, na dan Snježne Gospe. 
Iz krivoputskog naselja Serdari rodom je Mile Pavelić, otac poglavnika Ante Pavelića, a podrijetlom iz Krivog Puta jest i bivši guverner Minnesote Rudi Prpić.

## Stanovništvo
- 1971. – 211 (Hrvati – 210, ostali – 1)
- 1981. – 110 (Hrvati – 109, Srbi – 1)
- 1991. – 93 (Hrvati – 87, ostali – 6)
- 2001. – 58
- 2011. – 33[4]

| broj stanovnika | 1353  | 2095  | 1967  | 543   | 469   | 593   | 495   | 526   | 372   | 388   | 340   | 211   | 110   | 93    | 58    | 33    | 39    |
|                 | 1857. | 1869. | 1880. | 1890. | 1900. | 1910. | 1921. | 1931. | 1948. | 1953. | 1961. | 1971. | 1981. | 1991. | 2001. | 2011. | 2021. |

## Poznate osobe
- Damir Tomljanović Gavran, hrvatski branitelj
- Milan Pavelić, hrvatski svećenik, pjesnik, teolog, prevoditelj, isusovac
- Rudi Prpić, guverner Minnesote
- Krešimir Pavelić, hrvatski političar, jedan od osnivača Hrvatske stranke prava
- Martin Davorin Krmpotić, hrvatski katolički svećenik, preporodni djelatnik, misionar

## Sport
- NK Bunjevac Gavran Krivi Put

## Vanjske poveznice
- Krivi Put  Arhivirana inačica izvorne stranice od 17. svibnja 2014. (Wayback Machine)